# Alexandre Vinet
Alexandre Rodolphe Vinet (født 17. juni 1797 i Ouchy, død 4. maj 1847) var en schweizisk reformert teolog og frikirkemand.
Vinet var fra sin tidligste ungdom levende interesseret både for teologi og for litteratur. Men navnlig havde ordet "frihed" tidlig begejstret ham. Da kanton Bern 1814 truede hans fødeland, kanton Vaud, digtede han en opsang mod Berner Bjørnen, som snart blev sunget af alle. 20 år gammel blev han lærer i fransk litteratur ved gymnasiet i Basel, men han fortsatte sine teologiske studier, tog teologisk embedseksamen to år efter og lod sig ordinere. Han fortsatte efter den tid sin gerning i Basel og vandt ry som en fremragende litteraturhistoriker. 1829—30 udgav han en samling læsestykker af franske klassikere Chrestomatie française i 3 bind, ledsaget af et fortrinligt udkast til en fransk litteraturhistorie. Men de kirkelige spørgsmål optog ham dog mest. Tiden var rationalistisk og stift statskirkelig, og Vinets levende personlige tro og hans idealistiske begejstring for frihed måtte på forhånd stille ham i opposition til de bestående kirkelige forhold. Det var dog først, da en stærk vækkelse, fremkaldt af indvandrede engelske metodister, begyndte at brede sig i Schweiz, og da statskirkerne optrådte meget skarpt mod disse forsamlingsfolk, at Vinet blev kaldt frem til kamp. Han var ingenlunde tilhænger af det metodistiske vækkelsesparti, men han var forarget over, at staten skulde kunne binde den kirkelige frihed og, som det skete i Vaud 1824, forbyde alle gudelige forsamlinger. Derfor greb han med glæde en lejlighed, som tilbød sig, til at udtale sin mening. En fransk greve havde udsat en præmie for det bedste skrift om gudsdyrkelsens frihed. Vinet besvarede opgaven og vandt prisen 1825, og hans besvarelse Mémoire en faveur de la liberté des cultes er et varmt og åndfuldt, men i høj grad idealistisk indlæg for kirkens frihed. Vinet vil have stat og kirke adskilt, hankræver fuld frihed og selvstyre for de religiøse samfund. Dermed kastede Vinet sig ind i en kamp, som varede næsten hele hans liv igennem. 
Fra 1832 udgav han et kirkeligt blad Le Semeur, og han prædikede nu jævnlig. Han var stærkt påvirket af Pascal, og han polemiserede mod den spekulative filosofi og teologi, som dengang rådede i Tyskland. 
I 1837 blev han kaldet til professor i praktisk teologi ved akademiet i Lausanne, og her samlede han snart mange studerende om sine forelæsninger over pastoralteologi og homiletik. Han læste for øvrigt også over fransk litteratur. 
Men 1839 udkom en ny lov om kirkens forfatning, ifølge hvilken kirken gjordes ganske afhængig af staten. Vinet nedlagde en kraftig protest i sit Essai sur la manifestation religieuse et sur la separation de l'Église et de l'État (1842) og tog sin afsked fra sit embede. Bølgerne gik højt, og omtrent 150 præster trådte til sidst ud af statskirken. 
I 1846 stiftedes så en frikirke i Vaud, og Vinet tog del i ordningen af dens forhold, men han var svag og syg og døde ikke længe efter. Efter hans død blev blandt andet hans forelæsninger over pastoralteologi og homiletik udgivne henholdsvis 1850 og 1853. Hans pastoralteologi vandt stor udbredelse og er oversat på dansk af Christian Albrecht Ravn (2. udgave 1893).